# One with the Underdogs
One with the Underdogs is een album uitgebracht in 2004 door de Amerikaanse hardcore punkband Terror.

## Track listing
1. "One With The Underdogs"  – 1:26
2. "Keep Your Mouth Shut"  – 2:21
3. "Less Than Zero"  – 1:50
4. "Are We Alive?"  – 1:39
5. "Overcome"  – 2:26
6. "Spit My Rage" (ft. Jamey Jasta & Lord Ezec)  – 2:02
7. "No One Cares"  – 1:14
8. "Not This Time"  – 3:04
9. "Crushed By The Truth" (ft. Hard Corey)  – 0:57
10. "Out Of My Face"  – 2:14
11. "All I've Got"  – 2:31
12. "Find My Way" (ft. Freddy Cricien)  – 2:20
13. "Enemies In Sight"  – 8:24